# 핀란드의 교육장관
핀란드의 교육장관(핀란드어: Suomen opetusministeri 수오멘 오페투스미니스테리[*])은 핀란드 국가평의회에 입각하는 각료로, 문교부의 총책임자다. 1970년 문화체육장관직이 분리신설되어 업무 일부가 문화체육장관에게 이관되었다.
| 역대 장관                                                                   | 역대 장관                                                    | 역대 장관                                                    | 역대 장관                                                    | 역대 장관                                                    |
| 종무국장( kirkollistoimituskunnan päällikkö : 1822년-1882년)                | 종무국장( kirkollistoimituskunnan päällikkö : 1822년-1882년) | 종무국장( kirkollistoimituskunnan päällikkö : 1822년-1882년) | 종무국장( kirkollistoimituskunnan päällikkö : 1822년-1882년) | 종무국장( kirkollistoimituskunnan päällikkö : 1822년-1882년) |
| 각료                                                                        | 정당                                                         | 정당                                                         | 임기                                                         | 원로원                                                       |
| --------------------------------------------------------------------------- | ------------------------------------------------------------ | ------------------------------------------------------------ | ------------------------------------------------------------ | ------------------------------------------------------------ |
| 요한 발헤임                                                                 |                                                              | 무소속                                                       | 1822년 10월 1일-1826년 3월 1일                               | 만네르헤임                                                   |
| 요한 발헤임                                                                 | 1826년 3월 1일-1828년 1월 12일                               | 무소속                                                       | 폰 보른                                                      |                                                              |
| 요한 발헤임                                                                 | 1828년 1월 12일-1831년 10월 1일                              | 무소속                                                       | 팔크                                                         |                                                              |
| 구스타프 햬르네                                                             |                                                              | 무소속                                                       | 팔크                                                         | 1831년 10월 1일-1833년 4월 10일                              |
| 요한 발헤임                                                                 |                                                              | 무소속                                                       | 1833년 4월 10일-1833년 10월 1일                              | 햬르네                                                       |
| 라르스 루트거 예거호른                                                      |                                                              | 무소속                                                       | 1840년 10월 1일-1841년 10월 1일                              | 햬르네                                                       |
| 프레드릭 빌헬름 피핑                                                        |                                                              | 무소속                                                       | 1841년 10월 1일-1844년 12월 15일 †                           | 폰 하르트만                                                  |
| 칼 빌헬름 트라프                                                            |                                                              | 무소속                                                       | 1845년 2월 26일-1853년 2월 2일                               | 폰 하르트만                                                  |
| 악셀 루드비그 보른                                                          |                                                              | 무소속                                                       | 1953년 2월 2일-1858년 4월 29일                               | 폰 하르트만                                                  |
| 하랄드 빅토르 빌헬름 푸루혤름                                               |                                                              | 무소속                                                       | 1858년 4월 29일-1868년 10월 20일                             | 노르덴스탐                                                   |
| 요한 필리프 팔멘                                                            |                                                              | 무소속                                                       | 1868년 12월 1일-1871년 5월 17일                              | 노르덴스탐                                                   |
| 헨리크 아돌프 메켈린                                                        |                                                              | 무소속                                                       | 1871년 6월 6일-1882년 10월 1일                               | 노르덴스탐                                                   |
| 종무교육국장( kirkollis- ja opetustoimituskunnan päällikkö : 1822년-1909년) |                                                              |                                                              |                                                              |                                                              |
| 각료                                                                        | 정당                                                         | 정당                                                         | 임기                                                         | 원로원                                                       |
| 헨리크 아돌프 메켈린                                                        |                                                              | ???                                                          | 1882년 10월 1일-1885년 10월 1일                              | 아프 포르셀레스                                              |
| 위리외 사카리 위리외코스키넨                                                |                                                              | 핀란드당                                                     | 1885년 10월 1일-1891년 11월 23일                             | 폰 트로일                                                    |
| 위리외 사카리 위리외코스키넨                                                | 1891년 11월 23일-1899년 3월 28일                             | 핀란드당                                                     | 투데르                                                       |                                                              |
| 요한 구스타프 소흘만                                                        |                                                              | ???                                                          | 투데르                                                       | 1899년 11월 24일-1900년 10월 19일                            |
| 요한 구스타프 소흘만                                                        | 1900년 10월 19일-1901년 5월 16일                             | ???                                                          | 린데르                                                       |                                                              |
| 아르비드 게네츠                                                             |                                                              | 핀란드당                                                     | 린데르                                                       | 1901년 5월 16일-1905년 3월 29일                              |
| 아르비드 게네츠                                                             | 1905년 3월 29일-1905년 11월 11일                             | 핀란드당                                                     | 스트렝                                                       |                                                              |
| 오토 도네르                                                                 |                                                              | 청년 핀란드당                                                | 1905년 12월 1일-1908년 6월 4일                               | 메켈린                                                       |
| 위리외 코스키넨 위리외코스키넨                                              |                                                              | 핀란드당                                                     | 1908년 8월 1일-1909년 11월 13일                              | 혤트                                                         |
| 종무국장( kirkollistoimituskunnan päällikkö : 1909년-1917년)                |                                                              |                                                              |                                                              |                                                              |
| 각료                                                                        | 정당                                                         | 정당                                                         | 임기                                                         | 원로원                                                       |
| 안데르스 비레니우스                                                         |                                                              | 핀란드당                                                     | 1909년 10월 10일-1911년                                      | 마르코프                                                     |
| 파울 크라츠                                                                 |                                                              | 핀란드당                                                     | 1911년-1912년                                                | 마르코프                                                     |
| 안데르스 비레니우스                                                         |                                                              | 핀란드당                                                     | 1912년-1913년 4월 21일                                       | 마르코프                                                     |
| 안데르스 비레니우스                                                         | 1913년 5월 16일-1917년 3월 26일                              | 핀란드당                                                     | 보로비티노프                                                 |                                                              |
| 종무교육국장( kirkollis- ja opetustoimituskunnan päällikkö : 1917년-1918년) |                                                              |                                                              |                                                              |                                                              |
| 각료                                                                        | 정당                                                         | 정당                                                         | 임기                                                         | 원로원                                                       |
| 에밀 네스토르 세탤래                                                        |                                                              | 청년 핀란드당                                                | 1917년 3월 26일–1917년 9월 8일                               | 토코이                                                       |
| 에밀 네스토르 세탤래                                                        | 1917년 9월-1917년 11월 27일                                  | 청년 핀란드당                                                | 세탤래                                                       |                                                              |
| 에밀 네스토르 세탤래                                                        | 1917년 11월 27일–1918년 5월 27일                             | 청년 핀란드당                                                | 제1차 스빈후부드                                             |                                                              |
| 에밀 네스토르 세탤래                                                        | 1918년 5월 27일–1918년 11월 27일                             | 청년 핀란드당                                                | 제1차 파시키비                                               |                                                              |
| 종무교육장관( kirkollis- ja opetusministeri : 1918년-1922년)                |                                                              |                                                              |                                                              |                                                              |
| 각료                                                                        | 정당                                                         | 정당                                                         | 임기                                                         | 내각                                                         |
| 미카엘 소이니넨                                                             |                                                              | 국민진보당                                                   | 1918년 11월 27일–1919년 4월 17일                             | 제1차 잉그만                                                 |
| 미카엘 소이니넨                                                             | 1919년 4월 17일–1919년 8월 15일                              | 국민진보당                                                   | K. 카스트렌                                                  |                                                              |
| 미카엘 소이니넨                                                             | 1919년 8월 15일–1920년 3월 15일                              | 국민진보당                                                   | 제1차 벤놀라                                                 |                                                              |
| 라우리 잉그만                                                               |                                                              | 국민연합당                                                   | 1920년 3월 15일–1921년 4월 9일                               | 에리히                                                       |
| 닐로 리아카                                                                 |                                                              | 농업동맹                                                     | 1921년 4월 9일–1922년 6월 2일                                | 제2차 벤놀라                                                 |
| 교육장관( opetusministeri : 1922년-현재)                                    |                                                              |                                                              |                                                              |                                                              |
| 각료                                                                        | 정당                                                         | 정당                                                         | 임기                                                         | 내각                                                         |
| 위리외 로이마란타                                                           |                                                              | 무소속                                                       | 1922년 6월 2일–1922년 11월 14일                              | 제1차 카얀데르                                               |
| 닐로 리아카                                                                 |                                                              | 농업동맹                                                     | 1922년 11월 14일–1924년 1월 18일                             | 제1차 칼리오                                                 |
| 위리외 로이마란타                                                           |                                                              | 무소속                                                       | 1924년 1월 18일–1924년 5월 31일                              | 제2차 카얀데르                                               |
| 라우리 잉그만                                                               |                                                              | 국민연합당                                                   | 1924년 5월 31일–1925년 3월 31일                              | 제2차 잉그만                                                 |
| 에밀 네스토르 세탤래                                                        |                                                              | 국민연합당                                                   | 1925년 3월 31일–1925년 12월 31일                             | 툴렌헤이모                                                   |
| 라우리 잉그만                                                               |                                                              | 국민연합당                                                   | 1925년 12월 31일–1926년 12월 13일                            | 제2차 칼리오                                                 |
| 율리우스 아일리오                                                           |                                                              | 사회민주당                                                   | 1926년 12월 13일–1927년 12월 17일                            | 탄네르                                                       |
| 안티 쿠코넨                                                                 |                                                              | 농업동맹                                                     | 12.1927–12.1928                                              | 제1차 수닐라                                                 |
| 라우리 잉그만]                                                              |                                                              | 국민연합당                                                   | 12.1928–8.1929                                               | 만테레                                                       |
| 안티 쿠코넨                                                                 |                                                              | 농업동맹                                                     | 8.1929–7.1930                                                | 제3차 칼리오                                                 |
| 파보 비르쿠넨                                                               |                                                              | 국민연합당                                                   | 7.1930–3.1931                                                | 제2차 스빈후부드                                             |
| 안티 쿠코넨                                                                 |                                                              | 농업동맹                                                     | 3.1931–12.1932                                               | 제2차 수닐라                                                 |
| 오스카리 만테레                                                             |                                                              | 국민진보당                                                   | 12.1932–10.1936                                              | 키비매키                                                     |
| 안티 쿠코넨                                                                 |                                                              | 농업동맹                                                     | 10.1936–3.1937                                               | 제4차 칼리오                                                 |
| 우노 하눌라                                                                 |                                                              | 농업동맹                                                     | 3.1937–12.1939                                               | 제3차 카얀데르                                               |
| 우노 하눌라                                                                 | 1939년 12월 1일–1940년 3월 27일                              | 농업동맹                                                     | 제1차 뤼티                                                   |                                                              |
| 안티 쿠코넨                                                                 |                                                              | 농업동맹                                                     | 1940년 3월 27일–1941년 1월 4일                               | 제2차 뤼티                                                   |
| 안티 쿠코넨                                                                 | 1941년 1월 4일–1943년 3월 5일                                | 농업동맹                                                     | 랑겔                                                         |                                                              |
| 칼레 카우피                                                                 |                                                              | 국민진보당                                                   | 1943년 3월 5일–1944년 8월 8일                                | 링코미에스                                                   |
| 칼레 카우피                                                                 | 8.1944–9.1944                                                | 국민진보당                                                   | 하크첼                                                       |                                                              |
| 칼레 카우피                                                                 | 9.1944–11.1944                                               | 국민진보당                                                   | U. 카스트렌                                                  |                                                              |
| 우노 타키                                                                   |                                                              | 사회민주당                                                   | 11.1944–4.1945                                               | 제2차 파시키비                                               |
| 요한 헬로                                                                   |                                                              | 인민민주동맹                                                 | 4.1945–12.1945                                               | 제3차 파시키비                                               |
| 에이노 페칼라                                                               |                                                              | 인민민주동맹                                                 | 12.1945–3.1946                                               | 제3차 파시키비                                               |
| 에이노 유호 킬피                                                            |                                                              | 사회민주당                                                   | 3.1946–7.1948                                                | 페칼라                                                       |
| 레이노 오이티넨                                                             |                                                              | 사회민주당                                                   | 7.1948–3.1950                                                | 제1차 파게르홀름                                             |
| 레나르트 헬랴스                                                             |                                                              | 농업동맹                                                     | 3.1950–1.1951                                                | 제1차 케코넨                                                 |
| 레나르트 헬랴스                                                             | 1.1951–9.1951                                                | 농업동맹                                                     | 제2차 케코넨                                                 |                                                              |
| 레이노 오이티넨                                                             |                                                              | 사회민주당                                                   | 9.1951–7.1953                                                | 제3차 케코넨                                                 |
| 요하네스 비롤라이넨                                                         |                                                              | 농업동맹                                                     | 7.1953–11.1953                                               | 제4차 케코넨                                                 |
| 아르보 살미넨                                                               |                                                              | 국민연합당                                                   | 11.1953–5.1954                                               | 투오미오야                                                   |
| 요하네스 비롤라이넨                                                         |                                                              | 농업동맹                                                     | 5.1954–10.1954                                               | 퇴른그렌                                                     |
| 케르투 살라스티                                                             |                                                              | 농업동맹                                                     | 10.1954–3.1956                                               | 제5차 케코넨                                                 |
| 요하네스 비롤라이넨                                                         |                                                              | 농업동맹                                                     | 3.1956–5.1957                                                | 제2차 파게르홀름                                             |
| 케르투 살라스티                                                             |                                                              | 농업동맹                                                     | 5.1957–11.1957                                               | 제1차 숙셀라이넨                                             |
| 레이노 오이티넨                                                             |                                                              | 무소속                                                       | 11.1957–4.1958                                               | 폰 피안트                                                    |
| 쿠스타 빌쿠나                                                               |                                                              | 무소속                                                       | 4.1958–8.1958                                                | 쿠스코스키                                                   |
| 카를로 카야찰로                                                             |                                                              | 인민당                                                       | 8.1958–1.1959                                                | 제3차 파게르홀름                                             |
| 헤이키 호시아                                                               |                                                              | 농업동맹                                                     | 1.1959–7.1961                                                | 제2차 숙셀라이넨                                             |
| 헤이키 호시아                                                               | 7.1961–4.1962                                                | 농업동맹                                                     | 제1차 미에투넨                                               |                                                              |
| 아르미 호시아                                                               |                                                              | 인민당                                                       | 4.1962–12.1963                                               | 제1차 카랼라이넨                                             |
| 레이노 오이티넨                                                             |                                                              | 사회민주당                                                   | 12.1963–9.1964                                               | 레흐토                                                       |
| 유시 사우코넨                                                               |                                                              | 국민연합당                                                   | 9.1964–5.1966                                                | 비롤라이넨                                                   |
| 레이노 오이티넨                                                             |                                                              | 사회민주당                                                   | 5.1966–3.1968                                                | 제1차 파시오                                                 |
| 요하네스 비롤라이넨                                                         |                                                              | 중앙당                                                       | 3.1968–5.1970                                                | 제1차 코이비스토                                             |
| 야코 누미넨                                                                 |                                                              | 무소속                                                       | 5.1970–7.1970                                                | 제1차 아우라                                                 |
| 야코 이탤래                                                                 |                                                              | 자유인민당                                                   | 7.1970–10.1971                                               | 제2차 카랼라이넨                                             |
| 마티 로우에코스키                                                           |                                                              | 무소속                                                       | 10.1971–2.1972                                               | 제2차 아우라                                                 |
| 올프 순드크비스트                                                           |                                                              | 사회민주당                                                   | 2.1972–9.1972                                                | 제2차 파시오                                                 |
| 올프 순드크비스트                                                           | 9.1972–5.1974                                                | 사회민주당                                                   | 제1차 소르사                                                 |                                                              |
| 보이토 칼리오                                                               |                                                              | 사회민주당                                                   | 제1차 소르사                                                 | 6.1974–9.1974                                                |
| 울프 순드크비스트                                                           |                                                              | 사회민주당                                                   | 제1차 소르사                                                 | 9.1974–6.1975                                                |
| 라우리 포스티                                                               |                                                              | 무소속                                                       | 6.1975–11.1975                                               | 리나마                                                       |
| 파보 배위뤼넨                                                               |                                                              | 중앙당                                                       | 11.1975–9.1976                                               | 제2차 미에투넨                                               |
| 마랴타 배내넨                                                               |                                                              | 중앙당                                                       | 9.1976–5.1977                                                | 제3차 미에투넨                                               |
| 크리스티안 게스트린                                                         |                                                              | 스웨덴인당                                                   | 5.1977–3.1978                                                | 제2차 소르사                                                 |
| 야코 이탤래                                                                 |                                                              | 자유인민당                                                   | 3.1978–5.1979                                                | 제2차 소르사                                                 |
| 패르 스텐배크                                                               |                                                              | 스웨덴인당                                                   | 5.1979–2.1982                                                | 제2차 코이비스토                                             |
| 칼레비 키비스퇴                                                             |                                                              | 인민민주동맹                                                 | 2.1982–12.1982                                               | 제3차 소르사                                                 |
| 카리나 수오니오                                                             |                                                              | 사회민주당                                                   | 12.1982–5.1983                                               | 제3차 소르사                                                 |
| 카리나 수오니오                                                             | 5.1983–5.1986                                                | 사회민주당                                                   | 제4차 소르사                                                 |                                                              |
| 피료 알라카페                                                               |                                                              | 사회민주당                                                   | 제4차 소르사                                                 | 6.1986-4.1987                                                |
| 크리스토페르 탁셀                                                           |                                                              | 스웨덴인당                                                   | 4.1987–6.1990                                                | 홀케리                                                       |
| 올레 노르바크                                                               |                                                              | 스웨덴인당                                                   | 6.1990–4.1991                                                | 홀케리                                                       |
| 리타 우오수카이넨                                                           |                                                              | 국민연합당                                                   | 4.1991–2.1994                                                | 아호                                                         |
| 올리페카 헤이노넨                                                           |                                                              | 국민연합당                                                   | 2.1994–4.1995                                                | 아호                                                         |
| 올리페카 헤이노넨                                                           | 4.1995–4.1999                                                | 국민연합당                                                   | 제1차 리포넨                                                 |                                                              |
| 마이야리사 라스크                                                           |                                                              | 사회민주당                                                   | 4.1999–4.2003                                                | 제2차 리포넨                                                 |
| 툴라 하타이넨                                                               |                                                              | 사회민주당                                                   | 4.2003–6.2003                                                | 얘텐매키                                                     |
| 툴라 하타이넨                                                               | 6.2003–9.2005                                                | 사회민주당                                                   | 제1차 반하넨                                                 |                                                              |
| 안티 칼리오매키                                                             |                                                              | 사회민주당                                                   | 제1차 반하넨                                                 | 9.2005–4.2007                                                |
| 사리 사르코마                                                               |                                                              | 국민연합당                                                   | 4.2007–12.2008                                               | 제2차 반하넨                                                 |
| 헤나 비르쿠넨                                                               |                                                              | 국민연합당                                                   | 12.2008–6.2010                                               | 제2차 반하넨                                                 |
| 헤나 비르쿠넨                                                               | 22.6.2010–22.6.2011                                          | 국민연합당                                                   | 키비니에미                                                   |                                                              |
| 유카 구스타프손                                                             |                                                              | 사회민주당                                                   | 22.6.2011–24.5.2013                                          | 카타이넨                                                     |
| 크리스타 키우루                                                             |                                                              | 사회민주당                                                   | 24.5.2013–24.6.2014                                          | 카타이넨                                                     |
| 크리스타 키우루                                                             | 24.6.2014–29.5.2015                                          | 사회민주당                                                   | 스투브                                                       |                                                              |
| 사니 그라흔라소넨                                                           |                                                              | 국민연합당                                                   | 29.5.2015–                                                   | 시필래                                                       |

## 같이 보기
- 핀란드의 교육